# Schutzendorf
Schutzendorf ist ein Gemeindeteil der Stadt Greding und eine Gemarkung im Landkreis Roth (Regierungsbezirk Mittelfranken, Bayern). Die Gemarkung Schutzendorf hat eine Fläche von 4,921 km² und ist in 409 Flurstücke aufgeteilt, die eine durchschnittliche Flurstücksfläche von 12030,72 m² haben.

## Lage
Das Kirchdorf liegt im Weißen Jura auf 548 m ü. NHN am nördlichen Rand der Fränkischen Albtafel. Durch den Ort führt die Kreisstraße RH 30, die innerorts St.-Wolfgang-Straße heißt, von Esselberg herkommt und – am Kleinhöbinger Bach entlang – nach Kleinhöbing ins Schwarzachtal zur Staatsstraße 2227 hinabführt. Eine Gemeindeverbindungsstraße geht von Schutzendorf in südliche Richtung zur Kreisstraße RH 31.

## Ortsnamensdeutung
Gemäß dem ältesten Beleg bedeutet der Ortsname „Dorf, in dem ein Schultheiß wohnt“. „Schultheiß“ verkürzte sich in „Schulz“, und aus „Schulzendorf“ wurde durch sprachliche Nachlässigkeit „Schutzendorf“.

## Geschichte
In der Nähe des Dorfes befinden sich 28 bronzezeitliche Hügelgräber.
Am 19. Oktober 1305 ist „Schvltheytzendorf“ erstmals urkundlich erwähnt, und zwar im Gaimersheimer Schiedsspruch in der Auseinandersetzung des Hochstifts Eichstätt mit den kurbaierischen Herzögen um das „Hirschberger Erbe“. Das Dorf wurde hierbei der Kirche von Eichstätt zugesprochen. Einem Salbuch von 1491 ist zu entnehmen, dass die Herrschaft Jettenhofen in Schutzendorf Untertanen oder zumindest Zinspflichtige (als Eichstätter Lehen) hatte. Für 1602 ist eine Kirche St. Wolfgang genannt, die im 18. Jahrhundert umgebaut und barockisiert wurde.
Gegen Ende des Alten Reiches, um 1800, bestand Schutzendorf aus der Kirche und aus 18 Untertanen-Anwesen des Domkapitels zu Eichstätt, die mit der Dorf- und Gemeindeherrschaft dem domkapitlischen Richteramt und mit der Hochgerichtsbarkeit dem bischöflichen Richteramt Greding unterstanden.
Infolge der Reichsdeputationshauptschlusses wurde das Hochstift Eichstätt und damit auch das Domkapitel säkularisiert, und Schutzendorf kam 1802 an den Großherzog Erzherzog Ferdinand III. von Toskana. 1805/06 kam dessen Herrschaftsgebiet und damit auch Schutzendorf an das Königreich Bayern. 1808 wurde das Dorf dem Steuerdistrikt Großhöbing unterstellt, aus dem 1811 die Ruralgemeinde Großhöbing wurde. Sie war dem Landgericht Raitenbuch, seit 1812 dem Landgericht Greding zugeteilt. Mit dem Gemeindeedikt von 1818 wurde das Dorf Schutzendorf wieder eine selbständige Ruralgemeinde.
1840 gab es 154 Einwohner im Dorf, darunter außer den Bauern einen Bierschenken-Wirt, zwei Leineweber, einen Schmied, zwei Schneider, einen Schuhmacher und einen Wagner. 1873 wurden von den 128 Dorfbewohnern 26 Pferde, 135 Rinder, 177 Schafe, 75 Schweine und zwei Ziegen gehalten. 1900 war der Viehbestand deutlich angestiegen: Es wurden amtlicherseits 33 Pferde, 174 Rinder, 155 Schafe, 129 Schweine und fünf Ziegen gezählt. Die Kinder gingen nach Großhöbing in die katholische Schule.
Nach dem Zweiten Weltkrieg stieg die Einwohnerzahl durch Flüchtlinge und Heimatvertriebene vorübergehend stark an. Im Zuge der Gebietsreform in Bayern wurde Schutzendorf zum 1. Januar 1972 in die Stadt Greding eingegliedert.

### Einwohnerentwicklung
- 1818: 113 (24 „Feuerstellen“ = Haushaltungen)[16]
- 1823: 118 (24 Anwesen)[11]
- 1829: 113 (24 Familien)[17]
- 1836: 142 (26 Familien)[18]
- 1840: 154 (24 Häuser, 33 Familien)[12]
- 1871: 128 (32 Haushaltungen)[13]
- 1900: 139 (32 Wohngebäude)[14]
- 1937: 138[19]
- 1950: 175 (24 Anwesen)[11]
- 1961: 120 (23 Wohngebäude)[20]
- 1987: 115 (24 Wohngebäude, 27 Wohnungen)[21]
- 2014: 111[22]
- 2018: 116

## Katholische Filialkirche St. Wolfgang
Die mittelalterliche Kirche, eine Filiale der Urpfarrei Großhöbing, wurde 1746 durch Dominikus Barbieri restauriert und nach Westen verlängert, wobei der ungegliederte Turm mit Ziegelhelm vermutlich unverändert übernommen wurde. Der viersäulige barocke Hochaltar ist circa 1700 entstanden, die beiden zweisäuligen Seitenaltäre wurden im frühen 18. Jahrhundert geschaffen. Aus der abgebrochenen Kirche im benachbarten Göllersreuth stammt eine spätgotische Marienfigur mit einem Vögelein in der Rechten des Jesuskindes (um 1510). Eine Figur des hl. Wolfgang wurde um 1470, eine Figur des hl. Sebastian um 1520 geschnitzt. 1909 und noch einmal 1952 kamen drei neue Glocken in den Turm.
1720 wurde der Friedhof geweiht. 1955 weihte man dort ein neues Kriegerdenkmal ein.

## Sonstiges
- Östlich des Dorfes gibt es auf dem Espan seit 1971 einen Flugplatz des Aero-Clubs Greding.[27]
- Seit 2010 existiert ein sechs Kilometer langer Schutzendorfer Flurdenkmälerweg mit 20 Bildstöcken und Feldkreuzen.[28] Ein Wegkreuz des 19/20. Jahrhunderts gilt als Baudenkmal.

## Vereine
- Freiwillige Feuerwehr Schutzendorf
- SKKV (Soldaten-, Krieger- und Kameradschaftsverein) Großhöbing-Schutzendorf, gegründet 1920[26]